# 케이프 습곡대

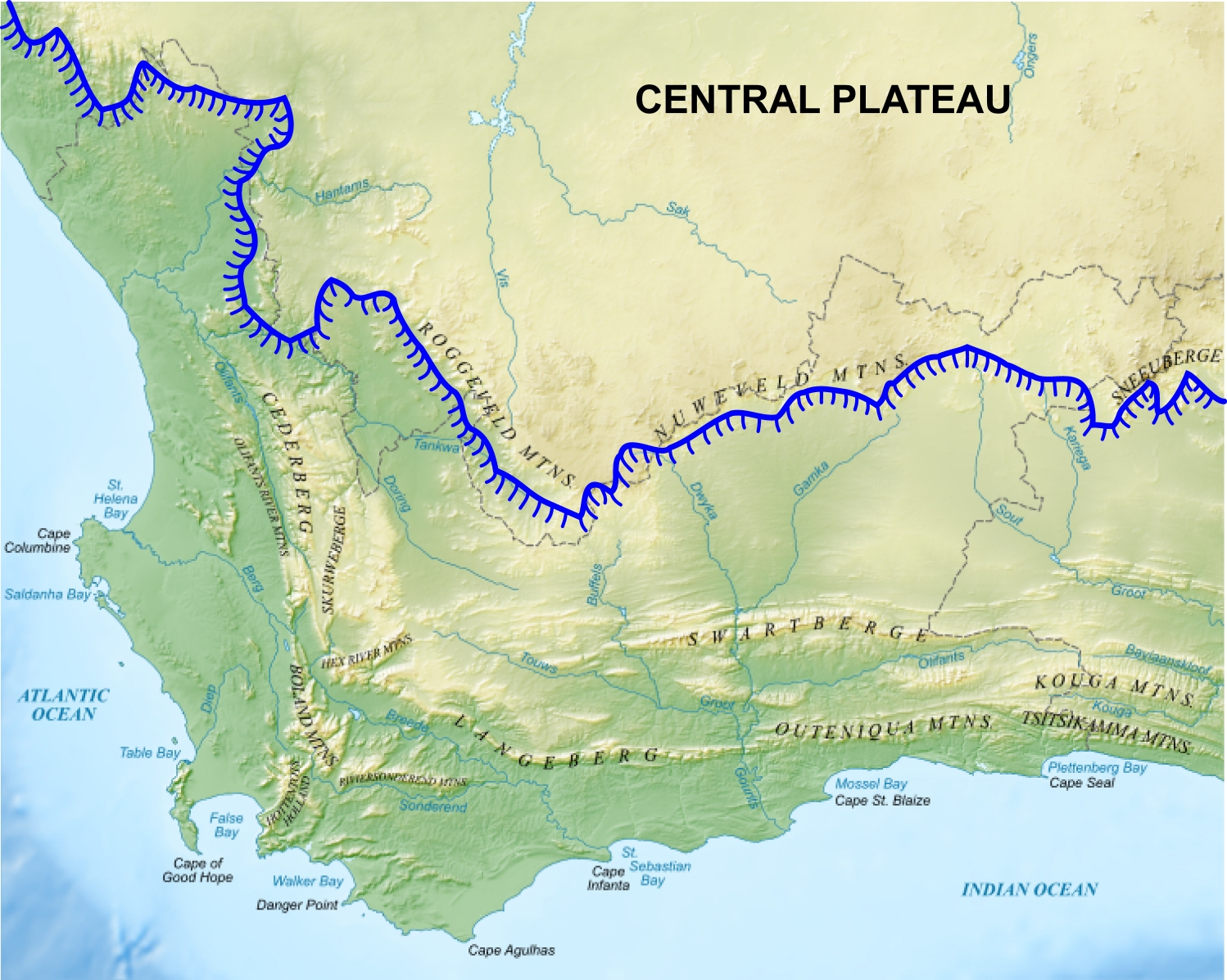
케이프 습곡대의 주요 산맥을 보여주는 웨스턴케이프주 지도. 케이프 습곡대는 파란색으로 표시된 대단애의 일부가 아니다. 로게벨트, 누베벨트, 스니우베르크 "산맥"은 지리적, 지질학적으로 케이프 습곡 산맥과 구별된다. 지도 오른쪽 끝에서 약 150km 떨어진 포트엘리자베스까지 동쪽으로 뻗어 있는 대단애 남쪽과 남서쪽에 명명된 나머지 산맥은 모두 케이프 습곡대의 일부이다.

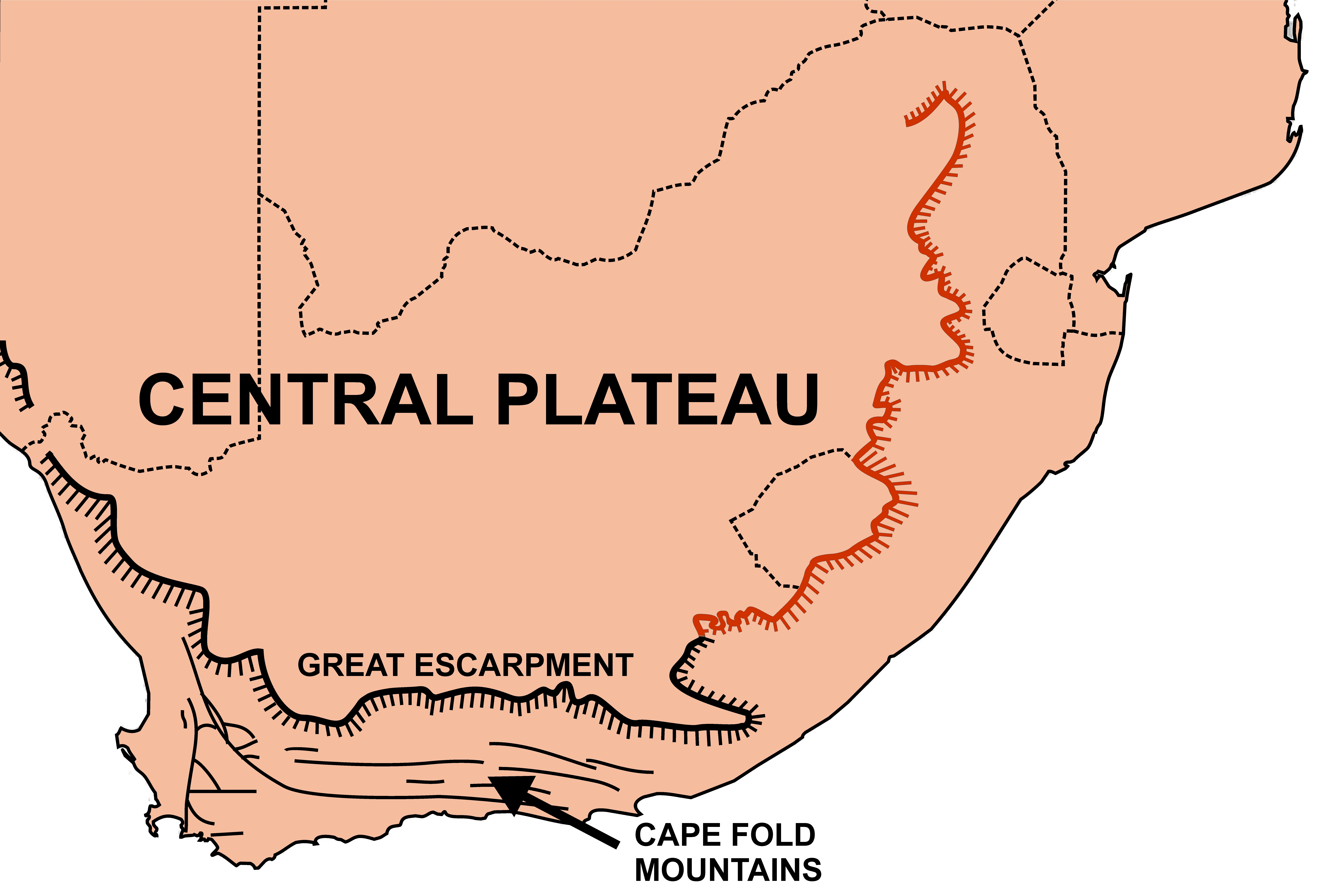
대단애로 둘러싸인 중앙 고원과 남쪽 케이프 습곡 산맥과의 관계를 보여주는 남아프리카 공화국 지도. 빨간색으로 표시된 대단애 부분은 드라켄즈버그산맥으로 알려져 있다.

케이프 습곡대(Cape Fold Belt, CFB)는 남아프리카 공화국 웨스턴케이프주의 서쪽과 남쪽 해안선을 따라 약 1,300 킬로미터 (810 mi)에 걸쳐 이어진 습곡 및 충상단층 산맥이다. 케이프 습곡대는 후기 고생대 페름기(3억 년에서 2억 5천만 년 전)에 형성되었으며, 남아프리카 남서부의 케이프 분지에 퇴적된 쇄설성 퇴적암인 케이프 상부층의 퇴적암층이 습곡되고 단층화된 암석으로 변형되었다.
케이프 습곡대는 한때 아르헨티나에서 남아프리카 남부를 거쳐 남극까지 뻗어 있던 동일한 판 운동의 일부로 형성된 다른 산맥들과 함께 더 큰 조산대의 일부였다. 여기에는 아르헨티나 바이아블랑카 근처의 벤타나 산맥, 동남극의 펜서콜라 산맥, 서남극의 엘즈워스 산맥, 호주 동부의 헌터-보웬 조산대가 포함되었다. 이 습곡 시스템에 관련된 암석은 주로 사암과 셰일이며, 보케벨트 그룹의 셰일은 골짜기 바닥에 남아 있는 반면, 더 침식에 강한 반도층의 사암은 케이프 습곡 산맥의 평행한 산맥을 형성한다. 이 산맥에서 가장 높은 봉우리는 해발 2,325 미터에 달하는 세웨이위크스포르트피크이다.
케이프 습곡 산맥은 남아프리카 공화국의 남서부 및 남부 해안선을 따라 케이프반도에서 북쪽으로 200km 떨어진 세더버그에서 시작하여 동쪽으로 650km 떨어진 포트엘리자베스까지 850km에 걸쳐 일련의 평행한 산맥을 이룬다(오른쪽에 위아래로 나란히 있는 두 지도를 참조).

## 지질학적 기원

남아프리카 남부의 사건을 강조한 지구의 지질 역사 연대표. C로 표시된 노란색 블록은 케이프 상부층이 퇴적된 시점을 바로 다음의 카루 상부층 K와 관련하여 나타낸다. W는 훨씬 더 과거에 비트바테르스란트 상부층이 쌓인 시점을 나타낸다. 이 그래프는 또한 지구상에서 호상철광층이 형성된 시점을 보여주며, 이는 산소가 없는 대기를 나타낸다. 지구의 지각은 명왕누대 동안 완전히 또는 부분적으로 녹아 있었다. 따라서 지구에서 가장 오래된 암석은 40억 년 미만이다. 형성된 첫 번째 미대륙 중 하나는 국가의 북동부 기반을 형성하는 카프발 크라톤이었다. 곤드와나의 조립과 분열은 지구와 남아프리카의 지질 역사 측면에서 상대적으로 최근의 사건이다.

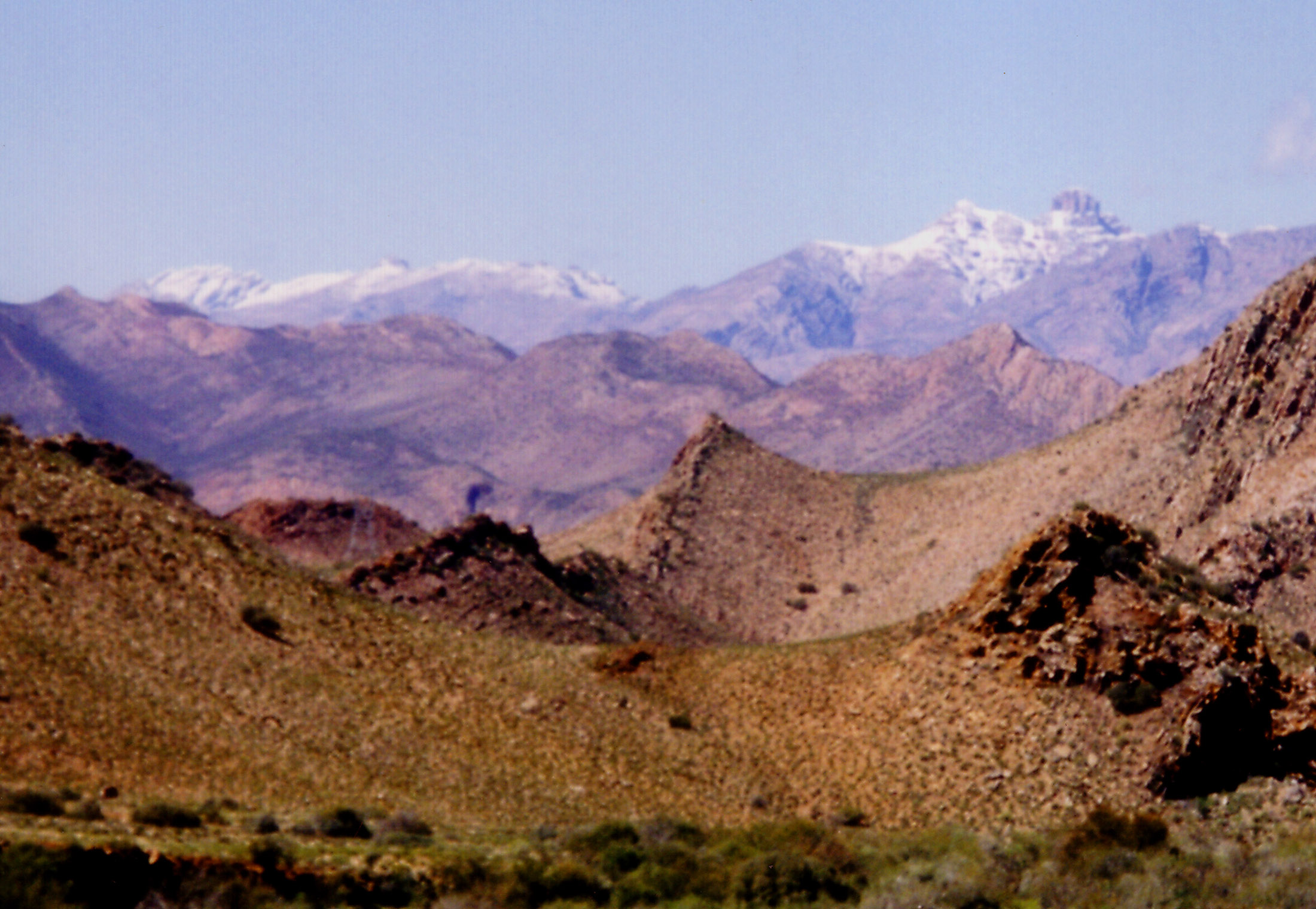
레잉스버그 지역에서 본 클라인 스와르트버그 산맥

스와르트버그의 습곡된 암석층

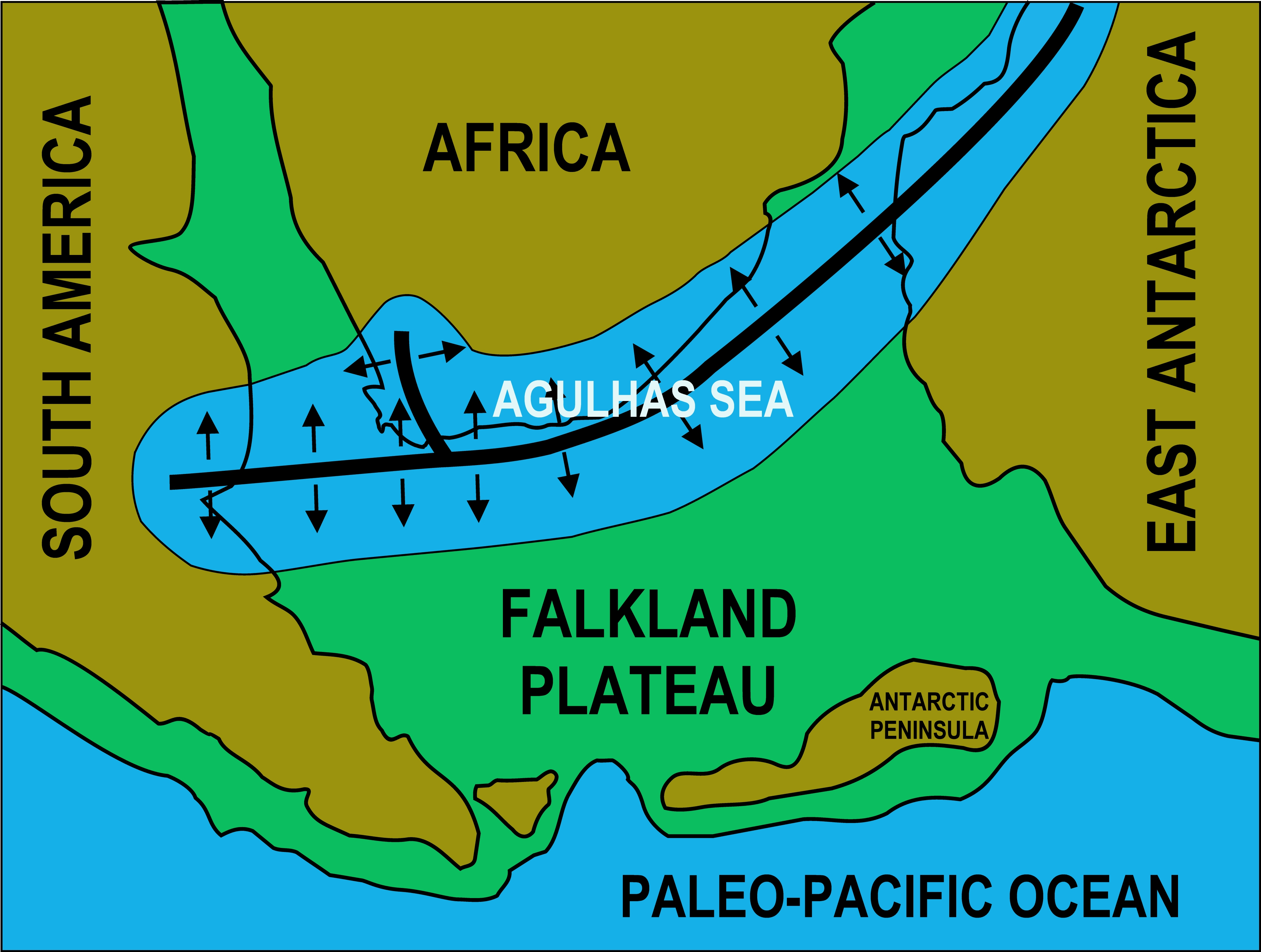
캄브리아기-오르도비스기 동안의 남부 곤드와나. 궁극적으로 이 초대륙이 분열된 현재의 대륙은 갈색으로 표시되어 있다. 약 5억 1천만 년 전에 남아프리카 남부와 포클랜드 고원을 분리하는 열곡이 발달했다. 이 열곡의 침수로 아굴라스 해가 형성되었다. 이 얕은 바다에 쌓인 퇴적물은 오늘날 케이프 습곡대를 형성하는 케이프 상부층 암석으로 굳어졌다. 곤드와나의 이 부분은 아프리카의 현재 위치에서 남극의 반대편에 위치했을 가능성이 높지만, 아프리카가 현재 위치에 있는 것처럼 나침반 방위가 주어져 있다.

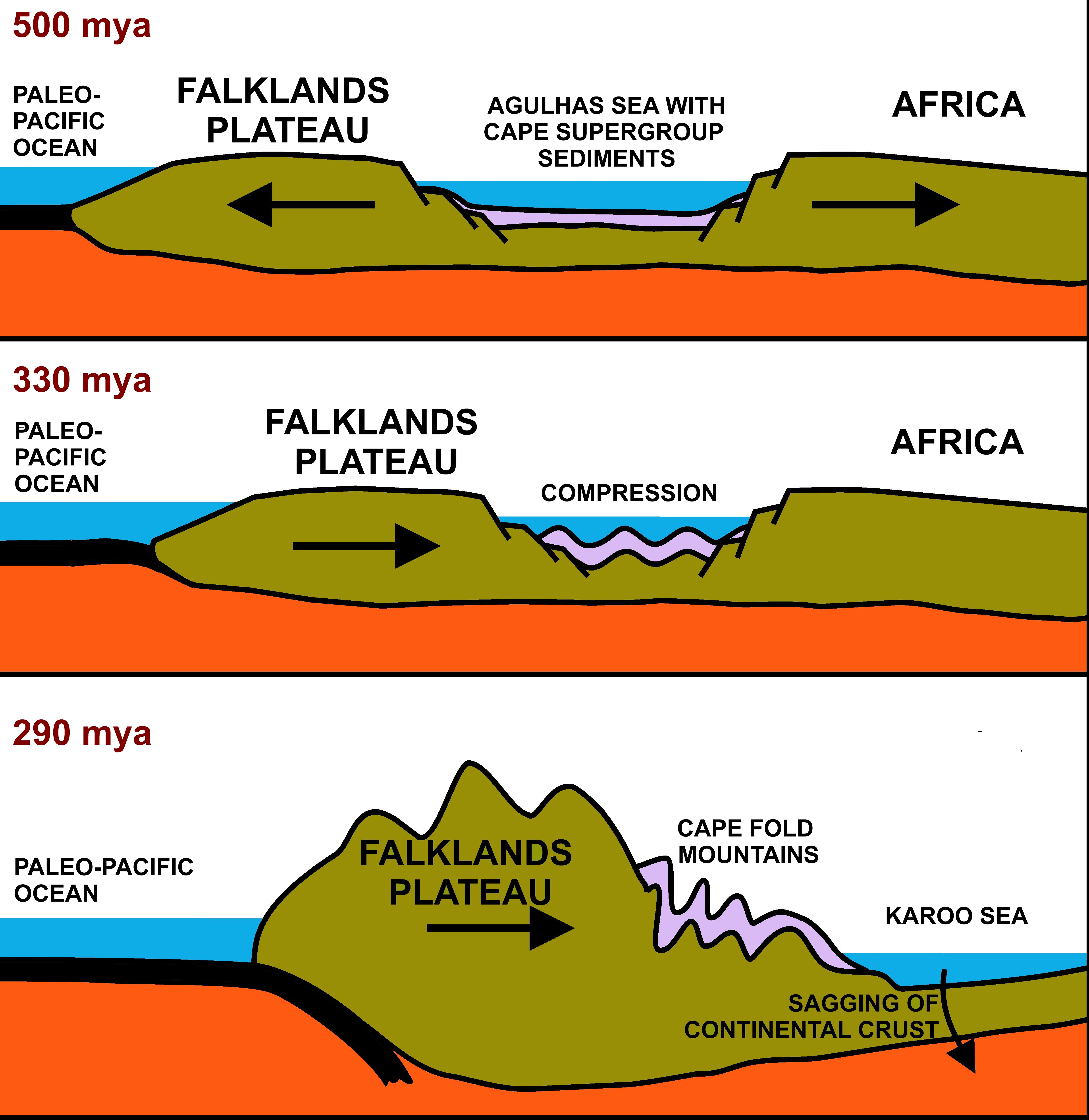
아굴라스 해를 통한 남북 단면도(위 참조). 갈색 구조는 대륙판, 왼쪽의 두꺼운 검은색 층은 고태평양 해양판, 빨간색은 상부 맨틀, 파란색은 침수 지역 또는 해양을 나타낸다. 맨 위 그림은 약 5억 1천만 년 전의 지질학을 보여주며, 케이프 상부층을 형성할 퇴적물이 아굴라스 해에 쌓이고 있다. 중간 그림은 포클랜드 고원이 아굴라스 해를 닫기 위해 다시 북쪽으로 표류하여 케이프 상부층이 주로 동서 방향으로 이어지는 일련의 습곡으로 주름지는 것을 보여준다. 가장 낮은 그림은 전기 페름기 동안 포클랜드 고원 아래로 고태평양 해양판의 섭입으로 거대한 산맥이 솟아오른 것을 보여준다. 이 산맥은 결국 카루 해로 침식되어 카루 상부층을 형성했다. 궁극적으로 포클랜드 산맥은 거의 완전히 침식되었지만, 케이프 습곡 산맥은 이 시점까지 카루 퇴적물 아래에 묻혔다. 주로 규암질 사암으로 구성되어 있어 대륙 융기로 인해 남아프리카 남부의 표면이 수 킬로미터 평탄화되었을 때 후속 침식에 저항하여 오늘날까지 케이프 습곡대로 남아 있다. 포클랜드 고원의 잔재는 아프리카에서 분리되어 약 1억 5천만 년 전 곤드와나 분열 이후 남서쪽으로 표류하여 남서 대서양의 현재 위치에 이르렀다.

암석은 캄브리아기-오르도비스기(약 5억 1천만 년 전에 시작하여 약 3억 3천만 ~ 3억 5천만 년 전에 끝남)에 남부 곤드와나의 남아프리카 남부에 발달한 열곡에 퇴적물로 쌓였다. (오른쪽 지구 지질 연대표 다이어그램에서 C로 표시된 노란색 블록 참조.) 이 열곡 바닥에 8km 두께의 퇴적물 층, 즉 케이프 상부층(아래 참조)이 쌓였다. 3억 3천만 년 전부터 시작된 열곡의 폐쇄는 곤드와나 남쪽 가장자리를 따라 섭입대가 발달하고, 이로 인해 석탄기와 초기 페름기 동안 포클랜드 고원이 아프리카 쪽으로 다시 이동하면서 발생했다. 열곡이 폐쇄되고 케이프 상부층이 주로 동서 방향으로 달리는 일련의 평행 습곡으로 주름진 후(동쪽으로 이동하는 파타고니아와의 충돌로 인해 서쪽에서는 짧은 구간이 남북 방향으로 달림), 포클랜드 고원 아래 고태평양 판의 지속적인 섭입과 이로 인한 포클랜드 고원과 남아프리카 남부의 충돌로 이전 열곡 남쪽에 엄청난 규모의 산맥이 솟아올랐다. 습곡된 케이프 상부층은 이 거대한 산맥의 북쪽 산기슭을 형성했다.
포클랜드-케이프 상부층 산맥의 무게로 남아프리카 남부의 대륙 지각이 처지면서 레트로아크 전방 시스템이 형성되었고, 이 시스템에 카루 상부층이 퇴적되었다. 결국 케이프 상부층의 상당 부분이 이러한 카루 퇴적물 아래 묻혔고, 약 1억 8천만 년 전, 그리고 다시 2천만 년 전 준대륙의 융기로 인해 남아프리카 남부에서 수 킬로미터의 표면 퇴적물을 제거하는 지속적인 침식 과정이 시작되면서 다시 산맥으로 나타났다. 원래 케이프 습곡 산맥의 정상부는 침식되었지만, 북쪽의 상당히 부드러운 카루 퇴적물보다 훨씬 느리게 침식되었다. 따라서 케이프 습곡대는 침식되는 아프리카 지형에서 "분출"하여 오늘날 남부 및 남서부 케이프 해안선을 따라 800km에 걸쳐 이어지는 평행한 산맥을 형성했다. 실제로 이 산맥은 해안선을 형성하며, 가파르게 직접 바다로 기울어지거나 상대적으로 좁은 해안 평야에 의해 바다와 분리되어 있다.
포클랜드 산맥은 아마도 중기 쥐라기까지는 상대적으로 중요성을 잃고 침식되었으며, 약 1억 5천만 년 전 곤드와나가 분열되기 시작한 직후 남서쪽으로 표류하여 남서 대서양의 현재 위치에 이르렀고, 새로운 아프리카 대륙의 남쪽 가장자리에 케이프 습곡대를 남겨두었다. 비록 산맥이 안데스 산맥이나 알프스 산맥 기준으로는 매우 오래되었지만, 규암질 사암 지질학 (아래 참조)으로 인해 매우 가파르고 험준하게 남아 있으며, 이는 풍화에 매우 강하다. 유명한 테이블산은 케이프 습곡대의 일부이며, 주로 규암질 사암으로 구성된 케이프 상부층의 가장 낮은(가장 오래된) 지층으로 이루어져 있으며, 이 사암은 산과 케이프반도의 중심부를 구성하는 산맥의 나머지 부분을 특징짓는 인상적인 거의 수직적인 절벽을 형성한다.
(석탄기 및 초기 페름기 동안 형성된) 원래의 케이프 습곡 산맥이 침식된 정도는 케이프반도의 1km 높이의 테이블산이 향사산이라는 사실에 의해 증명된다. 이는 테이블산이 케이프 상부층이 처음 습곡될 때 골짜기 바닥의 일부를 형성했다는 것을 의미한다. 테이블산과 호텐토츠-홀랜드 산맥(해발 1.2~1.6km) 사이의 습곡의 배사, 즉 가장 높은 지점은 반도와 본토를 연결하는 지협의 반대편에 있으며 침식되었다. 이 배사산이 자리 잡았던 말름스버리 셰일과 화강암 기저암도 배사를 형성했지만, 훨씬 더 부드러운 암석으로 구성되어 있어 쉽게 침식되어 50km 너비의 평평한 평야(현재는 사구로 덮여 있음)인 "케이프 플랫"을 형성했다.
케이프 습곡대(즉, 산맥)는 클랜윌리엄(케이프타운에서 북쪽으로 약 200km)에서 포트엘리자베스(케이프타운에서 동쪽으로 약 650km)까지 뻗어 있다. 이 지점들을 넘어선 케이프 상부층 퇴적물은 산맥으로 습곡되지 않았지만, 주변 퇴적물이 침식된 곳에서는 가파른 절벽이나 협곡을 형성하기도 한다(콰줄루나탈주의 오리비 협곡 참조).
산들은 높이가 중간 정도이지만 장엄하고 극적이다. 이는 여러 지질학적 요인 때문이며, 산맥은 일반적으로 산기슭이 거의 또는 전혀 없이 골짜기 바닥에서 직접 솟아오른다. 산기슭은 일반적으로 해수면 또는 그 근처에 있다.

## 케이프 상부층
케이프 습곡대의 산맥은 습곡대보다 더 넓은 케이프 상부층에 속하는 암석으로 구성되어 있다. 상부층은 여러 다른 그룹으로 나뉜다.
상부층의 서쪽과 남쪽 범위는 포클랜드 고원이 나중에 남아프리카가 될 지역과 충돌하면서 일련의 종단 산맥으로 습곡되었다(왼쪽 다이어그램 참조). 그러나 이 지역의 전체 지층은 북쪽과 동쪽으로 기울어지므로 남쪽과 서쪽에 가장 오래된 암석이 노출되어 있는 반면, 상부층의 가장 젊은 부분은 전체 케이프 상부층이 카루 암석 아래로 잠수하는 북쪽에 노출되어 있다. 카루에서의 시추를 통해 케이프 상부층 암석이 지표면에 노출된 가장 북쪽 지점에서 북쪽으로 약 150km까지 지하에 존재함이 확인되었다.
케이프 상부층은 습곡대를 넘어 동쪽으로 이스턴케이프주와 북부 콰줄루나탈주까지 뻗어 있으며, 이곳에서는 습곡이 일어나지 않았다.

### 클립헤이웰 및 나탈 그룹
남부 곤드와나에 발달한 열곡(왼쪽 위 다이어그램 참조)으로의 초기 퇴적은 열곡의 서쪽과 동쪽 끝에 국한되었다. 이 초기 열곡으로 방향이 바뀐 강은 모래와 자갈을 퇴적하여 서쪽에는 클립헤이웰 그룹을, 동쪽에는 나탈 그룹을 형성했다. 이 지층에는 화석이 없다. 오늘날 클립헤이웰 그룹은 람버츠 베이, 피케트버그 근처, 그리고 파를 락 남서쪽에 있는 여러 작은 지층에 노출되어 있다.
테이블마운틴 그룹(아래 참조)과 유사한 나탈 그룹은 북부 이스턴케이프주와 콰줄루나탈주 해안 근처의 여러 길쭉한 지층에서 발견된다. 이 지층은 오리비 협곡의 인상적인 절벽을 형성하며, 특히 마리안 힐 톨 플라자에서 더반과 피터마리츠버그 사이의 도로 절개지에서도 볼 수 있다. 나탈 그룹의 대부분은 수많은 강에 의해 깊이 침식되어 더반-피터마리츠버그 지역의 들쭉날쭉한 고원과 급경사를 만들었다.

### 테이블마운틴 그룹
열곡이 넓어지고 깊어지면서, 남아프리카가 될 지역의 남부 전체, 서쪽의 캘비니아에서 동쪽의 이스트런던까지의 선까지, 그리고 콰줄루나탈 해안선까지 침수되어 아굴라스 해라고 불리는 국가의 남부와 동부 지역을 가로지르는 해로가 형성되었다. 해저 바닥은 서쪽의 클립헤이웰 그룹, 동쪽의 나탈 그룹, 그리고 그 사이의 침식된 선캄브리아기 암석으로 구성되었다.

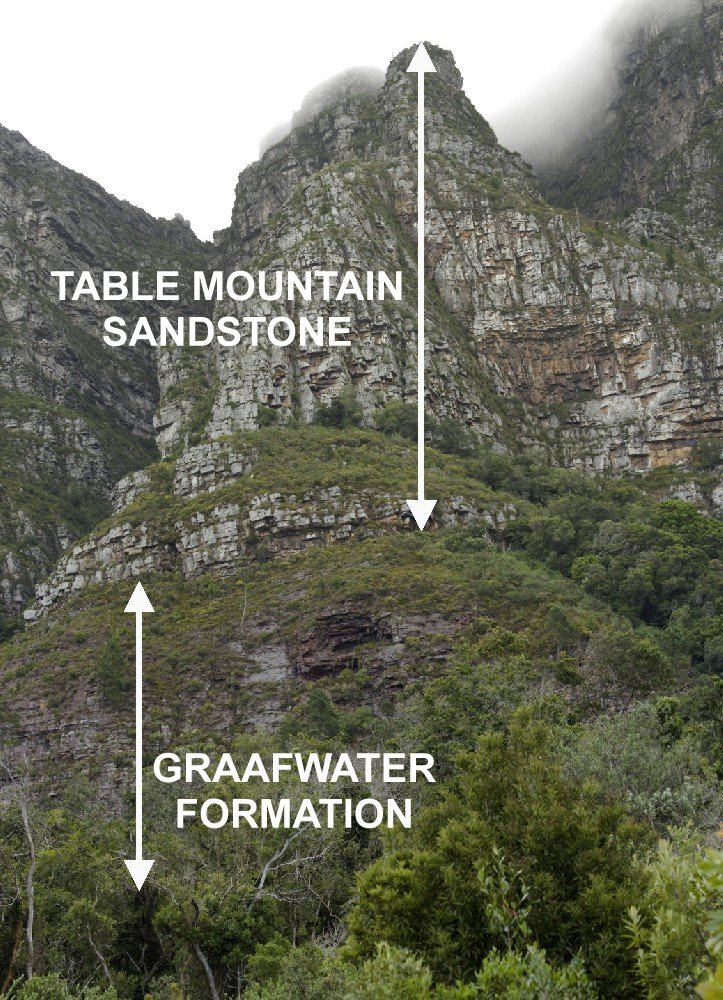
케이프타운 대학교 위의 뉴랜즈 숲에서 본 테이블산 동쪽 절벽과 악마의 봉우리. 케이프반도에 나타나는 테이블마운틴 그룹의 두 층, 즉 그래프워터 지층과 테이블마운틴 사암 또는 반도 지층은 쉽게 구별할 수 있다. 나머지 층인 파크하위스 지층은 테이블산 꼭대기에 작은 잔존물로 존재하며 사진에는 보이지 않는다. 케이프반도에 테이블마운틴 그룹이 놓여 있는 화강암 기저암은 전경의 숲에 가려져 있다.

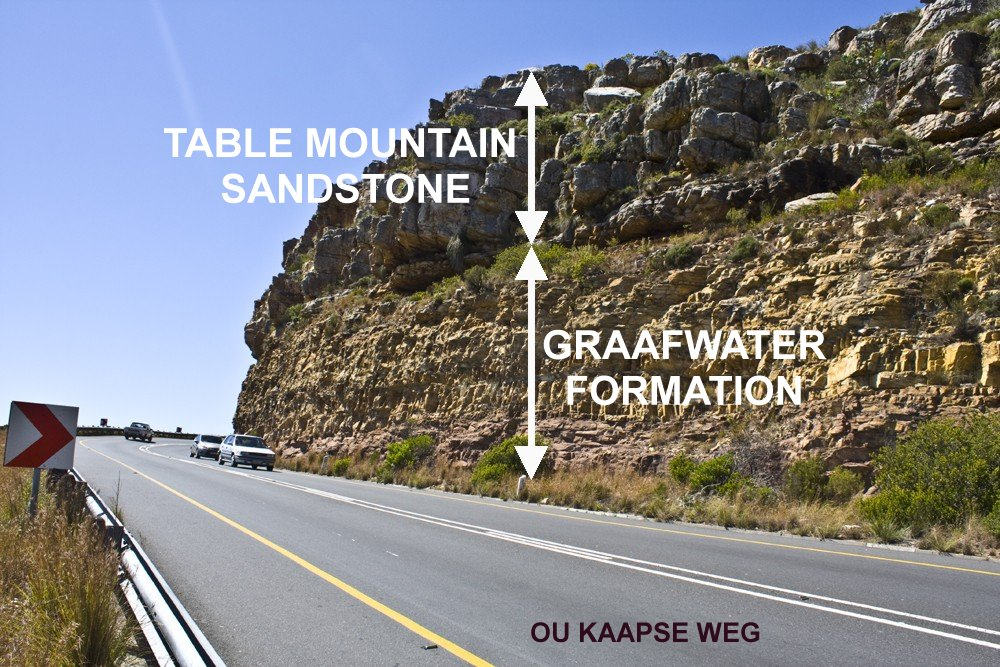
실버마인 고원으로 올라가는 오 카프세 웨그의 두 번째 헤어핀 벤드 절개지 모습. 케이프반도의 테이블마운틴 그룹 최하층인 그래프워터 지층과 그 위층인 테이블마운틴 사암 또는 반도 지층 사이의 전이를 명확하게 볼 수 있다. 이 둘 사이의 매우 갑작스러운 전이는 아굴라스 해가 처음에는(그래프워터 시대 동안) 내륙 배수 지역이었을 가능성이 있으며, 아마도 해수면보다 낮았을 수 있음을 시사한다(오늘날 중동의 사해와 비교 가능). 열곡이 바다로 확장되었을 때 열곡 계곡은 갑자기 침수되어 오늘날의 홍해와 유사한 심해 해로가 되었다. 이 사진은 해발 250미터에서 촬영되었다.

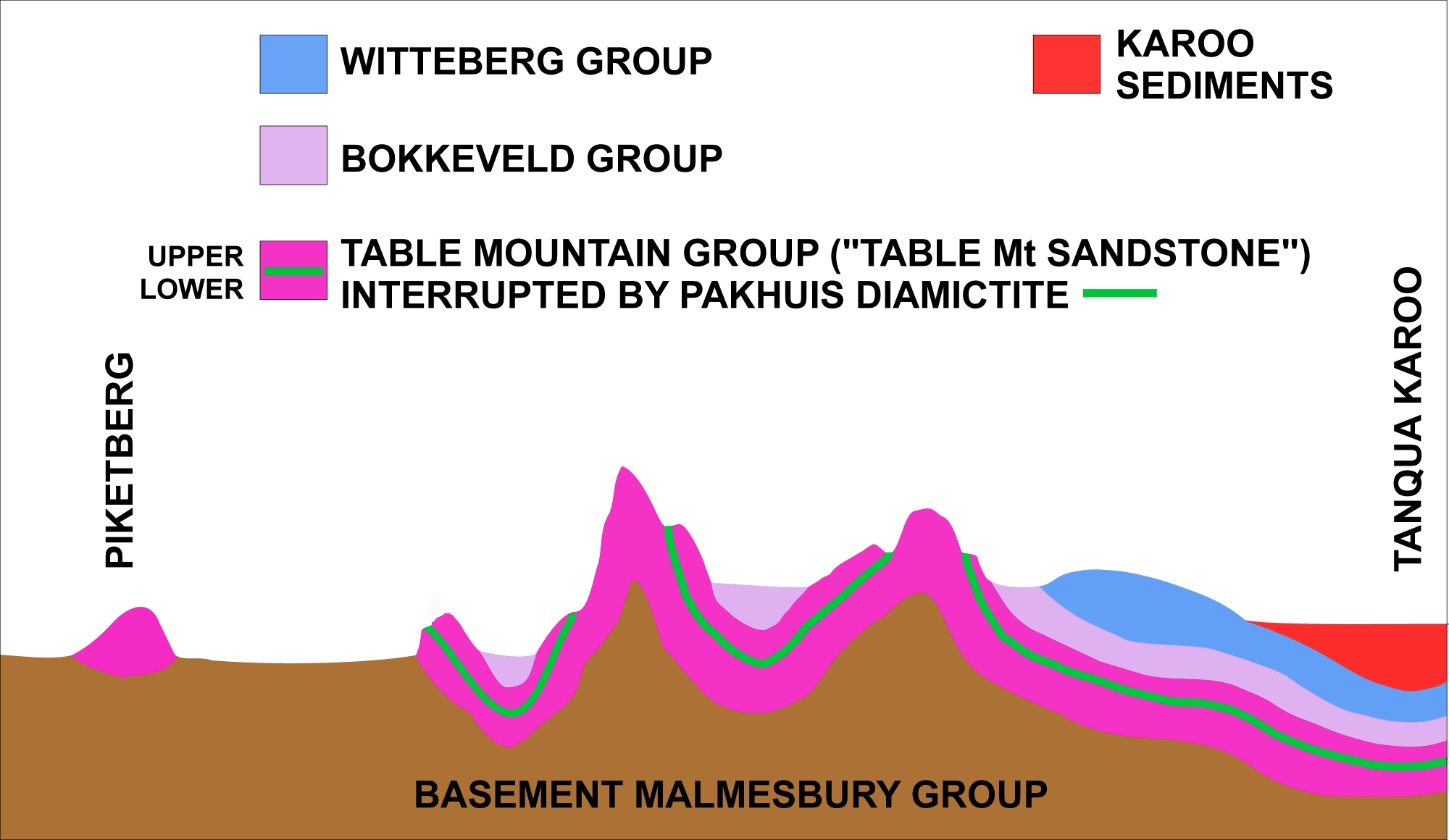
케이프 습곡대의 세더버그 부분을 가로지르는 약 100km 서-동(왼쪽에서 오른쪽) 지질 단면 개략도. 암석층(다른 색상)은 케이프 상부층에 속한다. 축척이 맞지 않다. 녹색 층은 반도 지층 사암(또는 테이블마운틴 사암)을 아래와 위의 부분으로 나누는 파크하위스 이질암 지층이다. 특히 단단하고 침식에 강하며, 따라서 웨스턴케이프주에서 가장 높고 눈에 띄는 봉우리 대부분과 케이프 습곡 산맥에서 가장 가파른 절벽(테이블산 포함)을 형성하는 것은 아래(더 오래된) 부분이다. 파크하위스 쇄석층 위쪽의 상부 반도 지층은 아래 지층보다 훨씬 부드럽고 침식되기 쉽다. 세더버그 산맥에서는 이 지층이 풍식에 의해 많은 환상적인 모양과 동굴로 조각되었으며, 이는 이 산맥이 유명해진 이유이다. 그래프워터 지층은 이 지역의 케이프 상부층 최하층을 형성하지만, 이 도식에서는 단순화를 위해 테이블마운틴 사암 지층에 포함되어 있다.

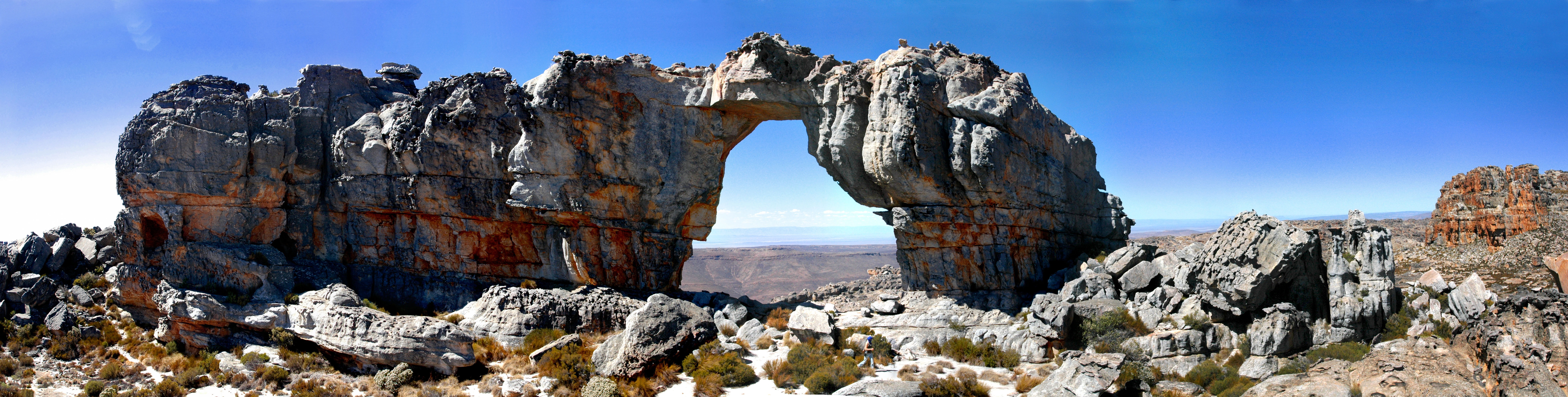
세더버그의 상대적으로 침식되기 쉬운 나르도우 지층(또는 상부 반도 지층) 암석에 있는 볼프버그 아치.

처음에는 여전히 얕고, 아마도 내륙의 바다였을 곳으로 유입된 첫 번째 퇴적물은 진홍색 이암과 누르스름한 사암의 교차층이었으며, 각각 대부분 10~30cm 두께였다. 이암층은 흔히 조류의 썰물과 밀물의 흔적인 잔물결 자국과 가끔 건조에 노출되었음을 나타내는 다각형의 모래 채워진 진흙 균열을 보여준다. 그래프워터 지층으로 알려진 이 층은 최대 두께가 400m에 달하지만, 케이프반도에서는 두께가 60~70m에 불과하다. 그래프워터 암석에서는 화석이 발견되지 않았지만, 얕은 물 동물의 발자국은 발견되었다. 이러한 발자국의 특히 좋은 예는 세더버그 산맥에서 가져온 그래프워터 암석 슬래브가 벽에 내장된 스텔렌보스 대학교 지질학과 로비에서 볼 수 있다.
케이프반도의 채프만스 피크 드라이브의 절개지는 도로 아래의 케이프 화강암 기저암 위에 놓인 그래프워터 지층으로 조각되어 있다. 그래프워터 지층은 실버마인 고원으로 가는 오 카프세 웨그(도로)가 웨스트레이크에서 경사면을 올라가는 두 번째 헤어핀 벤드의 절개지에서도 명확하게 볼 수 있다. 이 절개지에서는 그 위에 있는 반도 지층으로의 갑작스럽고 명확한 전이도 볼 수 있다. 아래에서 첫 번째 헤어핀 벤드까지 경사면을 올려다보면 그래프워터 지층이 놓여 있는 화강암 기저암이 보인다. 그리고 첫 번째 헤어핀 벤드의 절개지에서는 화강암이 풍화되어 오커 색의 거친 점토로 변한 것이 명확하게 보인다.
열곡 바닥의 추가 침하와 아마도 바다로의 돌파로 인해 퇴적물은 갑자기 더 모래질이 되었으며, 이는 아굴라스 해의 깊이가 갑자기 증가했음을 나타낸다(오른쪽 사진 참조). 최대 두께 2000m의 두꺼운 층으로 된 석영질 사암으로 구성된 반도 지층(종종 테이블마운틴 사암이라고도 함)으로 알려진 퇴적물이 쌓였다. 이 사암은 매우 단단하고 침식에 강하다. 따라서 이 사암은 케이프 습곡대의 산과 가파른 절벽, 험준한 암봉의 대부분을 형성하며, 케이프타운이 위치한 1km 높이의 테이블산의 상부 600m도 포함한다. 이 사암에는 화석이 없다.
반도 지층은 케이프타운에서 북쪽으로 300km 떨어진 지점(즉, 서해안의 반라인스도르프에서 북쪽으로 약 50km 떨어진 지점)에서 남쪽으로 케이프타운까지, 그리고 동쪽으로 포트엘리자베스까지 약 1800km의 총 거리를 따라 대략 남아프리카 해안선을 따라 추적할 수 있다. 클랜윌리엄(케이프타운에서 북쪽으로 약 200km)과 포트엘리자베스(케이프타운에서 동쪽으로 약 650km) 사이의 구간만 케이프 습곡 산맥으로 습곡되어 있다.
반도 지층 퇴적물이 쌓이는 동안 이 지역의 서쪽 부분은 지질학적으로 짧은 기간 동안 빙하로 덮여 있었다. 이 빙하 또는 빙하호에 의해 쌓인 이질암 퇴적물은 파크하위스 및 세더버그 지층으로 알려져 있다. 테이블산 꼭대기 맥클리어스 비컨에 작은 파크하위스 쇄석층이 있지만, 파크하위스 및 세더버그 지층의 대부분은 스웰렌담과 캘비니아 사이의 선 서쪽에 있는 내륙 산맥의 반도 지층 암석에 얇은 층(평균적으로 두께가 약 60m)으로 발견된다. 이 이질암 암석은 미세하게 분쇄된 진흙으로 구성되어 있으며, 각진 자갈이 섞여 있다. 이 지층은 위아래의 규암의 벌거벗은 암석 표면과 뚜렷한 대조를 이루는 풍경에서 비옥하고 완만한 경사의 푸른 초지로 쉽게 침식되기 때문에 멀리서도 쉽게 알아볼 수 있다. 여러 위치에서 빙하 지평선 아래의 규암이 일련의 습곡으로 주름졌다. 이는 빙하가 아래의 미고결 사면에 쟁기질을 하면서 이동한 것 때문에 발생했다고 여겨진다. 이에 대한 좋은 예는 맥클리어스 비컨 근처의 테이블산 암석 능선에서 볼 수 있으며, 케이프타운 도심과 테이블 만을 내려다보는 고원 가장자리와 가깝다.
파크하위스 지층은 톨하위스 바로 아래 미첼스 패스 도로에서도 잘 노출되어 있으며, 특히 지층의 이름이 유래된 클랜윌리엄 근처의 파크하위스 패스에서도 잘 노출되어 있다.
파크하위스 및 세더버그 지층을 형성한 빙하는 남서쪽에서 왔으며, 당시 남극은 카메룬 근처에 위치했다.
파크하위스 및 세더버그 지층 위의 상부 반도 지층은 하부 반도 지층보다 훨씬 부드러운 사암으로 구성되어 있으며, 종종 나르도우 지층으로 불린다. 세더버그에서 이 지층은 바람에 의해 다양한 "조각", 동굴 및 이 산맥이 유명해진 다른 매력적인 구조로 침식되었다.

### 보케벨트 그룹
약 4억 년 전(초기 데본기) 열곡 바닥이 더욱 침강했다. 이로 인해 보케벨트 그룹의 더 깊은 물, 미세 입자 퇴적물이 퇴적되었다. 이는 주로 사질 퇴적물로 이루어진 테이블마운틴 그룹과 뚜렷한 대조를 이룬다. 보케벨트 그룹은 주로 이암으로 구성되어 있다.
케이프 상부층이 케이프 습곡 산맥으로 습곡된 후, 이 부드러운 이암은 산 정상에서 쉽게 씻겨 내려가 계곡에만 남아 있다. 이곳에서 이 이암은 주변 산에서 발원하는 강으로부터의 관개 도움으로 웨스턴케이프주의 포도원과 과수원이 번창하는 비옥한 토양을 형성한다.
보케벨트 그룹은 케이프반도 또는 그 지협(케이프 플랫)까지 뻗어 있지 않다. 이곳에서 스텔렌보스, 프란스후크, 파를, 더반빌, 툴바흐 및 콘스탄티아 포도원은 이 지역 케이프 상부층 암석의 기반을 형성하는 케이프 화강암 및 말름스버리 셰일 토양에 심어져 있다.
보케벨트 그룹은 케이프 습곡대의 동쪽 범위에서 약 120km 떨어진 포트 알프레드(그레이엄스타운 근처)까지 동쪽으로 뻗어 있다.
케이프 상부층에서 발견되는 화석의 대부분은 보케벨트 이암에서 발견된다. 여기에는 다양한 완족류, 그리고 삼엽충, 연체동물, 극피동물(불가사리류, 바다나리, 멸종된 모래입방충 및 유모류 포함), 유공충 및 턱이 있는 물고기(판피류)가 포함된다.

### 비테베르그 그룹
보케벨트 그룹의 상층부는 점차 더 모래질이 되어 남부 카루의 마티스폰테인과 레잉스버그 남쪽 산맥에서 이름을 따온 비테베르그 그룹의 사암으로 등급이 올라간다. 이 암석들은 아굴라스 해의 남은 부분인 얕고 퇴적물로 채워진 해양 환경에서 3억 7천만 ~ 3억 3천만 년 전에 쌓였다. 이 그룹은 보케벨트 그룹보다 화석이 적지만, 보존된 무리에는 원시 물고기, 멸종 상어 종, 완족류, 이매패류, 그리고 미터 길이의 바다 전갈이 포함된다. 식물 화석과 수많은 동물 발자국도 있다.
비테베르그 그룹은 빙하 기원의 상위 드위카 퇴적물에 의해 잘려 있다. 후자는 카루 상부층의 일부를 형성한다. 따라서 비테베르그 그룹은 케이프 상부층의 가장 위쪽 층을 형성한다. 케이프 상부층의 가장 내륙 쪽 노출을 형성하는 경향이 있으며, 보케벨트 그룹을 추적할 수 있는 만큼 동쪽으로(즉, 케이프 습곡대에서 약 120km 떨어진 포트 알프레드까지) 추적할 수 있다.
보케벨트 및 비테베르그 그룹은 케이프 상부층이 나탈 그룹과 반도 지층의 흔적(중간 그래프워터 지층 없음)으로만 나타나는 북동부 이스턴케이프주 및 콰줄루나탈주에서는 발생하지 않는다.

### 습곡 산맥의 형성

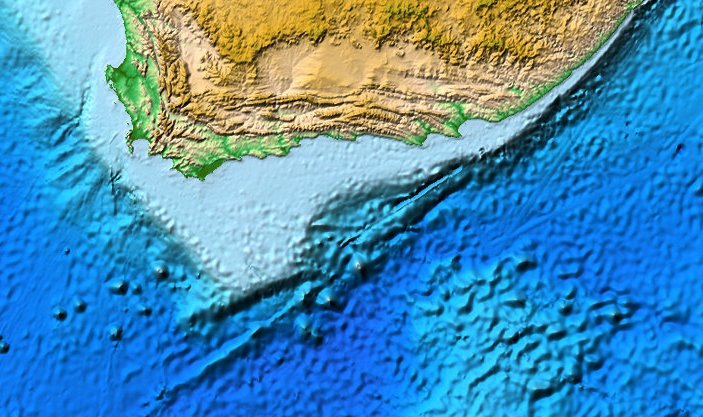
아굴라스 은행은 남부 아프리카 대륙붕의 넓고 얕은 부분으로, 아굴라스 곶 남쪽으로 최대 까지 뻗어 있다가 심해저 평원으로 급격히 떨어진다. 이는 남아프리카 남부에 여전히 붙어 있는 포클랜드 고원의 잔재를 나타낸다. 은행의 남동쪽 가장자리에서 남서쪽으로 에 걸쳐 남대서양을 가로지르는 아굴라스 능선(또는 아굴라스-포클랜드 변환대)은 곤드와나가 약 1억 1천만 년 전 분열된 직후 포클랜드 고원의 나머지 부분이 남아메리카 남쪽 끝으로 이동한 변환 단층이다.

비테베르그 퇴적물은 아굴라스 해의 남은 부분, 즉 보케벨트 시대에 비해 얕고 상당히 줄어든 물의 공간에 쌓였다. 비테베르그 시대 직후(약 3억 3천만 년 전) 곤드와나의 상당 부분(특히 아프리카와 남극이 될 부분, 그리고 남아메리카와 인도의 일부도 포함)은 초대륙이 남극 위로 표류하면서 수 킬로미터 두께의 얼음층으로 덮였다. 이 빙하가 남긴 이질암 퇴적물은 카루 상부층의 첫 번째 층인 드위카 그룹을 형성한다. 빙하 시대 동안 포클랜드 고원은 남쪽으로 이동하여 남아프리카 남부가 될 곳으로 이동하기 시작했으며, 이는 아굴라스 해였던 우울부를 닫고 케이프 상부층 퇴적물을 남아프리카의 남서부 및 남부 해안선과 대략 평행하게 달리는 습곡으로 주름지게 했다. 이 산 형성 과정은 약 2억 6천만 년 전에 시작된 카루 퇴적의 다음 단계로 계속되었으며, 이는 빙상이 녹은 후 남아프리카 남부의 대부분에 걸쳐 넓은 호수(카루 해)가 형성되었다. 결과적인 해양 또는 호수 퇴적물은 카루의 에카 그룹을 형성한다. 이러한 에카 시대 동안 포클랜드 고원이 남아프리카 남부로 계속 충돌하고 고원 아래의 해양 지각이 섭입되어 남아프리카 남부에 히말라야 규모의 산맥이 형성되었다. 케이프 습곡 산맥은 이 기간 동안 완전히 형성되어 이 거대한 산맥의 북쪽 산기슭이 되었다. 따라서 이 기간 동안 발생한 습곡은 케이프 상부층 퇴적물뿐만 아니라 카루 상부층의 드위카 및 에카 그룹의 남부 부분도 포함했다.
약 1억 5천만 년 전에 곤드와나가 분열될 무렵, 포클랜드 산맥은 거의 침식되어 사라졌고, 약 1억 1천만 년 전에 남서쪽으로 표류하여 남아메리카 남부 해안의 현재 위치인 혼곶 근처에 이르렀고, 아프리카 남부 해안을 따라서는 해저 아굴라스 은행만 남겼다. 케이프 습곡 산맥은 침식으로 인한 파괴를 피했을 가능성이 있는데, 첫째는 산맥의 중심부를 형성하는 매우 단단한 암석(반도층 사암) 때문이고, 둘째는 포클랜드 산맥에서 기원한 카루 퇴적물 아래 묻혔을 가능성 때문이다. 따라서 카루 퇴적물의 흔적은 예를 들어 습곡대의 중간에 있는 우스터-로버트슨 계곡에서도 발견된다.
케이프 습곡 산맥과 인접한 드위카 및 에카 퇴적물은 케이프 산맥을 일으킨 것과 동일한 압축력을 받았지만, 케이프 습곡 산맥과 동일한 산맥을 형성하지는 않는다. 이는 반도층 사암보다 훨씬 부드러운 암석으로 구성되어 있어 "하부 카루"의 평평한 평야로 빠르게 침식되었기 때문이다. 단, 단단하고 침식에 강한 돌레라이트 또는 터비다이트 덮개로 보호된 곳은 평야에서 솟아나온 고립된 산을 형성한다.

## 모습

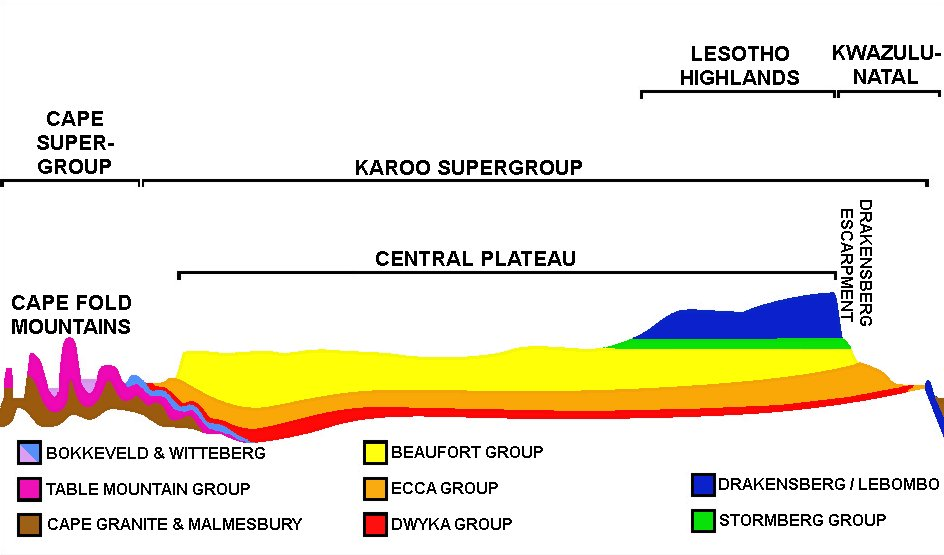
남아프리카 남서-북동 지질 단면 개략도. 왼쪽 끝에 케이프반도(테이블산 포함)가 있고 오른쪽에 북동부 콰줄루나탈주가 있다. 도식적이며 대략적인 축척으로만 표시되어 있다. 케이프 습곡 산맥과 중앙 고원(대단애, 특히 드라켄즈버그산맥으로 둘러싸인)의 구성 및 구조의 차이가 명확하게 보인다.

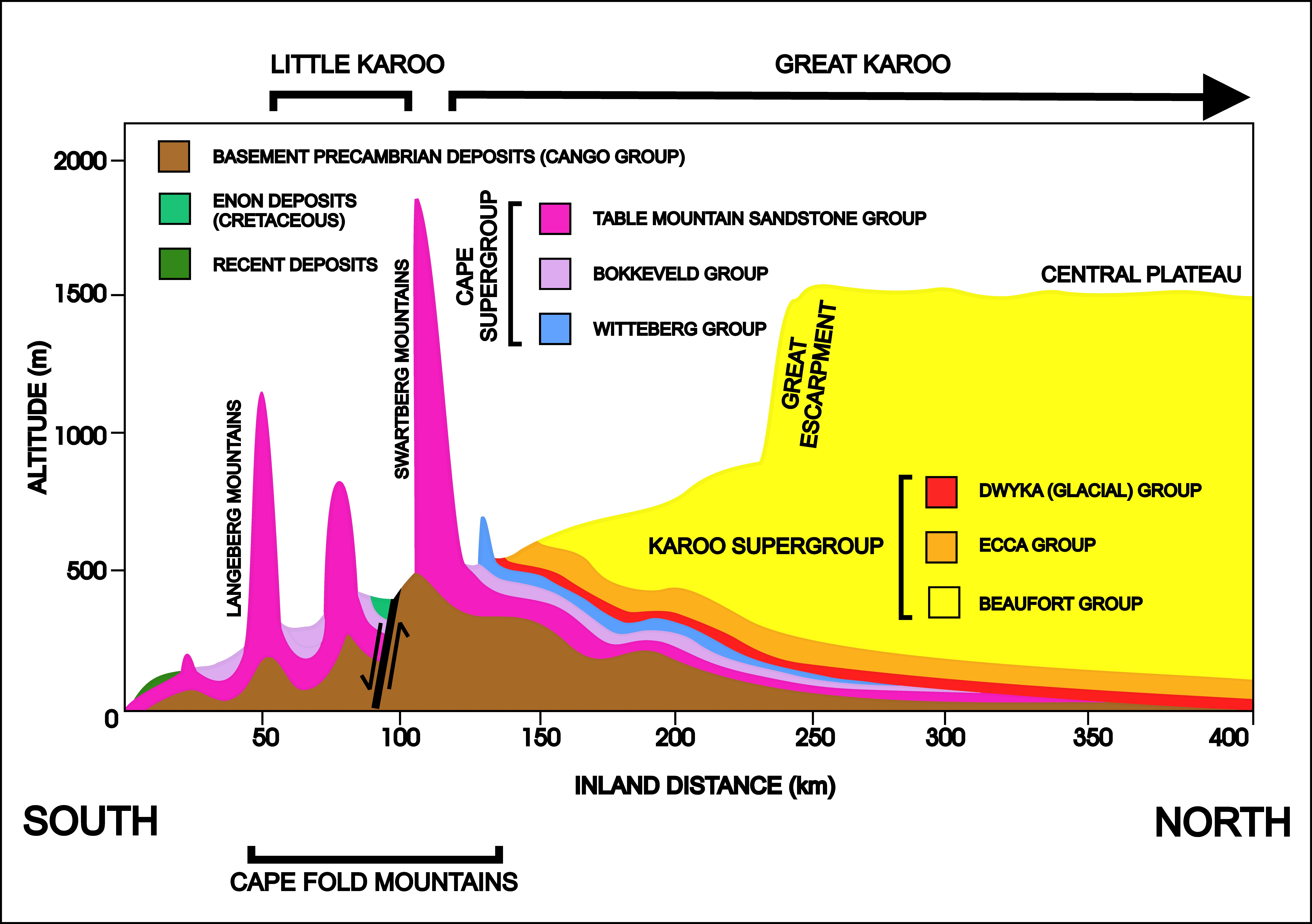
약 21° 30' E(즉, 리틀 카루의 칼리츠도르프 근처)에서 국가 남부를 가로지르는 약 400km 남북 단면도. 케이프 습곡 산맥(및 그 지질 구조)과 리틀 및 그레이트 카루의 지질 간의 관계, 그리고 대단애의 위치를 보여준다. 지질층의 색상 코드는 위 그림에 사용된 것과 동일하다. 반대 방향 화살표로 둘러싸인 두꺼운 검은색 선은 스와르트버그 산맥 남쪽 가장자리를 따라 약 300km에 걸쳐 이어지는 단층이다. 스와르트버그 산맥은 이 단층을 따라 융기하여 그 엄청난 높이를 이루고 있다. 지하 구조물은 축척에 맞지 않다.

이 산맥은 오래된 모습에도 불구하고 특별히 고대 산맥은 아니다. 지질학적으로는 중년으로 간주된다. 이 산맥은 캄브리아기-오르도비스기(5억 1천만 년에서 약 3억 3천만 ~ 3억 5천만 년 전)에 형성된 초대륙인 판게아가 형성될 때 포클랜드 고원이 남아프리카 남부와 충돌하면서 생성되었다. 높이가 1000m에서 2300m에 달하는 그 위용은 주로 반도 그룹의 내후성이 강한 규암질 사암 암석(위 참조) 때문이다.
이 산맥은 각각 폭이 10km를 넘지 않는 길고 평행한 산맥으로 이루어져 있으며, 최대 폭이 약 50km(대부분 15~30km에 불과)인 길고 평행한 계곡으로 분리되어 있다. 이 산맥의 거의 대부분은 단단하고 침식에 강한 반도 그룹 암석으로 구성되어 있다. 계곡은 보케벨트 그룹 이암으로 덮여 있는 경향이 있다. 이 산맥의 주목할 만한 특징은 1500m 높이의 산(기저에서 정상까지)이 매우 좁고 거의 수직적인 벽을 가진 애로에 의해 절단되어 있다는 것이다. 바닥에서 폭이 50~70m를 넘지 않는 이 애로를 통해 내륙의 대단애에서 바다로 강이 흐른다. 이 좁은 애로 안에서(많은 애로는 도로로 통행할 수 있다) 산의 단면도를 볼 수 있으며, 강렬한 습곡과 왜곡을 감상할 수 있다(위 오른쪽 상단의 사진 참조). 그 기원은 다음과 같다.
습곡 산맥이 형성된 후 케이프 습곡대 남쪽의 거대한 히말라야 크기의 포클랜드 산맥에서 유래한 퇴적물 아래 묻혔다. 이 산맥에서 침식된 퇴적물은 카루 분지의 6km 두께의 보퍼트 퇴적물의 대부분을 제공했지만, 케이프 습곡대도 덮어 침식으로부터 보호했다. 약 1억 8천만 년 전 카루 시대가 끝날 무렵, 아대륙은 두꺼운 드라켄스버그 용암층으로 덮였으며, 이는 남아프리카 남부의 융기 또는 부풀어 오름과 동반되었고, 현재까지 계속되는 거의 중단 없는 침식 기간을 열어 아대륙 전체에서 수 킬로미터의 표면 암석을 제거했다. 1억 5천만 년 전 곤드와나가 분열되면서 남아프리카 남부 주변에 형성되는 바다로 이 부풀어 오르는 내륙에서 흘러내리는 강들은 결국 케이프 습곡대 위의 보호층이 침식되어 산봉우리가 드러나면서 암석 능선을 만났다. 강들은 잠시 막혔을 가능성이 있는 후, 이 능선을 뚫고 낮은 암석 장벽을 통과하는 좁은 통로를 만들었다. 지속적인 침식은 이러한 규암 산맥을 점점 더 많이 노출시켰지만, 이제 좁고 빠르게 흐르는 협곡에 갇힌 강들은 특히 지난 2천만 년 동안 주변 지형이 점점 더 낮은 수준으로 침식되면서 각 장벽을 계속 뚫고 지나갔다.
따라서 이 1억 5천만 년 된 강들은 점차 분출하는 케이프 습곡 산맥을 넘어 흐르고 통과하며 오늘날 이 산맥을 특징짓는 장엄한 "푸르테"와 "클로베"(애로 또는 틈새를 뜻하는 아프리칸스어 "푸르트"와 "클루프"의 복수형)를 형성했다. 가장 잘 알려진 애로는 메링스포르트, 세웨이위크스포르트, 트라도우스 패스, 코그만스클루프, 가르시아스 패스, 고리츠 강 협곡(도로가 통과하지 않는다), 그리고 미첼스 패스가 있다. 미첼스 패스는 다른 곳보다 V자형에 가깝지만 그럼에도 불구하고 인상적이다. 또한 여러 도로와 고속도로는 고개를 넘어 산을 넘거나 터널을 통해 산을 통과한다.
남아메리카와 포클랜드 고원이 아프리카에서 분리될 때 곤드와나 열곡 동안 형성된 여러 개의 평행 단층이 여전히 해안과 거의 평행하게 이어져 있다. 쥐라기 동안 분리되기 전에는 파타고니아가 케이프타운 서쪽에, 포클랜드 제도가 남쪽에 있었다. 대부분의 이러한 단층은 현재 비활성이지만, 1969년 9월 29일 케이프타운에서 북동쪽으로 약 160km 떨어진 세레스와 툴바흐는 우스터 단층 북쪽 끝의 움직임으로 발생한 큰 지진으로 심각한 피해를 입었다.
또 다른 주요(비활성) 단층은 스와르트버그 산맥 남쪽 가장자리를 따라 300km에 걸쳐 이어져 있다. 스와르트버그 산맥은 이 단층을 따라 융기하여 오우트쇼른 지역에서는 케이프 상부층의 기반을 형성하는 암석이 노출되어 있다. 이 암석은 현지에서는 "칸고 그룹"으로 알려져 있지만, 케이프반도의 테이블산 기반을 형성하는 "말름스버리 그룹"과 웨스턴케이프주의 유사한 노출과 연속될 가능성이 높다. 리틀 카루에서는 석회암으로 구성된 노출부에 지하 하천이 인상적으로 광범위한 칸고 동굴을 깎아 만들었다.

## 산맥
다음은 케이프 습곡대 내에서 서쪽에서 동쪽으로 가장 큰 개별 산맥 목록이다. (괄호 안은 번역, 베르크는 아프리칸스어로 산을 의미하며 복수형은 베르헤이다.)
- 세더버그 (삼나무) – 테이블마운틴 그룹
- 올리판츠 리버 산맥 (코끼리) – 테이블마운틴 그룹
- 피켓버그 (초소) – 테이블마운틴 그룹
- 빈터훅 산맥 (겨울 모퉁이) – 테이블마운틴 그룹
- 스커웨베르헤 (거칠거나 비늘) – 비테베르그 그룹
- 헥스 리버 산맥 (마녀 강) – 테이블마운틴 그룹
- 케이프반도 및 테이블산 – 테이블마운틴 그룹
- 두 토이스클루프 산맥 (두 토이트의 협곡, 프랑스 성에서 유래) – 테이블마운틴 그룹
- 드라켄스테인 산맥 (용의 돌, 네덜란드의 컨트리 에스테이트 이름) – 테이블마운틴 그룹
- 시몬스버그 (시몬스) – 테이블마운틴 그룹
- 호텐토츠-홀랜드 산맥 (호텐토트, 코이 원주민의 옛 이름) – 테이블마운틴 그룹
- 코겔버그 (총알, 또는 원추형) – 테이블마운틴 그룹
- 스테티엔스베르헤 (아마도 성) – 테이블마운틴 그룹
- 랑게버그 (긴) – 테이블마운틴 그룹
- 리비에손더엔드 산맥 (끝없는 강) – 테이블마운틴 그룹
- 클라인리비에 산맥 (작은 강) – 테이블마운틴 그룹
- 비테베르헤 (하얀) – 비테베르그 그룹
- 스와르트버그헤 (검은) – 테이블마운틴 그룹
- 오우테니콰 산맥 (원주민: 꿀이 있는 곳) – 테이블마운틴 그룹
- 랑클루프 산맥 (긴 계곡) – 테이블마운틴 그룹
- 코우가 산맥 (원주민) – 테이블마운틴 그룹
- 치치캄마 산맥 (원주민: 물이 많은 곳) – 테이블마운틴 그룹
- 바비아안스클루프 산맥 (개코원숭이 계곡) – 테이블마운틴 그룹
- 쥐르베르헤 (신맛, 산 또는 산성) – 비테베르그 그룹

## 같이 보기
- 남아프리카 공화국의 지질학
- 케이프반도
- 테이블산
- 테이블마운틴 사암
- 카루 상부층
- 대단애